# Canyon City
Canyon City – miasto w Stanach Zjednoczonych, w stanie Oregon, w hrabstwie Grant.